# Orde voor Dapperheid (Republiek Bulgarije)
De Orde voor Dapperheid (Bulgaars: За храброст) van de Republiek Bulgarije is een ridderorde. De orde wordt voor betoonde moed in dienst van de staat toegekend.
De moderne orde werd op 29 mei 2003 ingesteld. Dat gebeurde in een door de 39e Nationale Vergadering aangenomen wet. De wet werd op 21 mei 2004 in de Bulgaarse Staatscourant gepubliceerd. De orde bezit overeenkomsten met de door de communisten afgeschafte Militaire Orde voor Dapperheid in de Oorlog van het Koninkrijk Bulgarije, maar er zijn ook belangrijke verschillen.
De moderne orde heeft drie graden waar de koninklijke orde zeven graden voor officieren en drie graden voor manschappen kende. De kruisen van de moderne orde worden aan militairen met gekruiste zwaarden uitgereikt. Burgers ontvangen de kruisen zonder de zwaarden.
- De Eerste Klasse draagt een wit geëmailleerd gouden kruis aan een driehoekig blauw lint met rozet op de borst.
- De Tweede Klasse draagt een rood geëmailleerd zilveren kruis aan een driehoekig blauw lint op de borst.
- De Derde Klasse draagt een niet geëmailleerd bronzen kruis aan een driehoekig blauw lint op de borst.

Het achtpuntige kruis draagt in het midden een rond medaillon met daarop op de voorzijde de gekroonde Bulgaarse leeuw op een rode achtergrond en op de keerzijde de diagonale strepen van de Bulgaarse vlag. De ring rond het medaillon is bij de Ie Klasse groen en bij de IIe Klasse wit. Op de voorzijde van de ring staat Република България wat "Republiek Bulgarije" betekent. Op de keerzijde staat За храброст wat "Voor Moed" betekent. Alle versierselen zijn zes centimeter hoog. De driehoekig gevouwen linten zijn opvallend klein.
De kroon die als verhoging tussen kruis en kroon is aangebracht is de gouden, zilveren of bronzen Bulgaarse tsarenkroon. De voering van de kroon is bij alle drie de klassen rood geëmailleerd.
Het lint is hemelsblauw.